# Leptostomum emarginatum
Leptostomum emarginatum là một loài rêu trong họ Bryaceae. Loài này được Broth. ex M. Fleisch. mô tả khoa học đầu tiên năm 1904.
Danh pháp loài này chưa ổn định 